# ABC-Mart
Az ABC-Mart, Inc. (株式会社エービーシー・マート) sibujai székhelyű japán ruházati termékeket árusító üzletlánc, a GT Hawkins és a Vans márkák kizárólagos forgalmazója Japánban.  Dél-Koreában és Tajvanon is vannak üzletei.

## A cég története
A ruházati termékek importjával és árusításával foglalkozó céget 1985. június 6-án, a tokiói Vaszedában alapították Kokusai Bōeki Shōji, Inc. (株式会社国際貿易商事) néven. 1987-ben a cég International Trading Corporation, Inc.-re (株式会社インターナショナル・トレーディング・コーポレーション; ITC) váltotta a nevét, ami az eredeti japán nyelvű név angolra fordított változata. 1990-ben a cég júgengaisaként megalapította az ABC-Martot, amit 1997-ben egy vállalati újraszervezés részeként kabusikigasiaként újraformáltak. 2002-ben az International Trading Corporation felvette az ABC-Mart, Inc. (株式会社エービーシー・マート) nevet. 2012-ben az ABC-Mart 138 millió amerikai dollárért felvásárolta az amerikai székhelyű LaCrosse Footwear cipőgyártó céget.